# حوش القنعبة
حوش  أو حوش القنعبة هي إحدى القرى اللبنانية من قرى قضاء راشيا في محافظة البقاع.

## موقعها ومساحتها
تبعد حوش القنعبة 75 كلم (46.605 ميل) عن بيروت عاصمة لبنان. ترتفع 880 م (2887.28 قدم - 962.368 ياردة) عن سطح البحر وتمتد على مساحة 757 هكتاراً (7.57 كلم²- 2.92202 ميل²).

## في الوثائق التاريخية
حوش القنـّعبة أو «الحوش» اِختصاراً، كما وَرَدَََ في وثائق الأب أنطونيوس المشموشي راعي كنيسة مار الياس في القرية، سنة 1907 هو اِسم أُطلِقَ على هذه الضيعة منذ القدِم َ. قد لا نستطيع أن نصل إلى مَن أطلق عليها هذه التسمية المؤلَفة من كلمتين، ٳنّما الوثائق التي سنوردها هنا تدّلّ على أنّ تسميتها هي «حوش القنـّّعبة». 

كان الأب أنطونيوس المشموشي وكهنةٌٌ آخرون تولوا الخدمة في الكنيسة، يدوّنون في تثبيت سّر العماد أو الزواج أو الدفن، اسم «حوش القنـّعبة» أو يختصرونه «بالحوش» أحيانا. وكذلك فعلَ صاحب النيافة المطران أنطونيوس خريش عندما أذن بترميم كنيسة مار الياس - «حوش القنّعبة» في 21-9-1963. وقد صدر الإذن من كرسيّ بيت الدين الَمَقَرّ الصيفيّ للمطرانية في عهد الأب اغناطيوس خليفة.
ولا يزال اسم «حوش القنـّعبة» يطلَق على القرية، في بعض الدوائر الرسميّة كمؤسسة كهرباء لبنان على سبيل المثال لا الحصر، وفي الخرائط الجغرافّيّة لدى وزارة الدفاع غير أنّ بعض الدوائر الرسميّة الأخرى تُطلِق عليها اسم «حوش.» وفي ذلك تحريفٌ لِِلاسم لا ندري ما الغاية منه.

## معنى الاسم
- كلمة حـوش: تعني الساحة المسوَّرة أو الحظيرة المصوَّنة. وتُطلَق أحياناً على مجمّع سكنيّ للمنازل. والكلمة من جذر «حاش» الساميّ المشترك الذي يعني الإحاطة.
- كلمة قنـّعبة: هي كلمة سريانيّة تحريف ل.QEN-NA-BE _ أي «عشّ الغراب» بحسب تفسير المؤرخ أنيس فريحة.[2]